# Richmond Palace

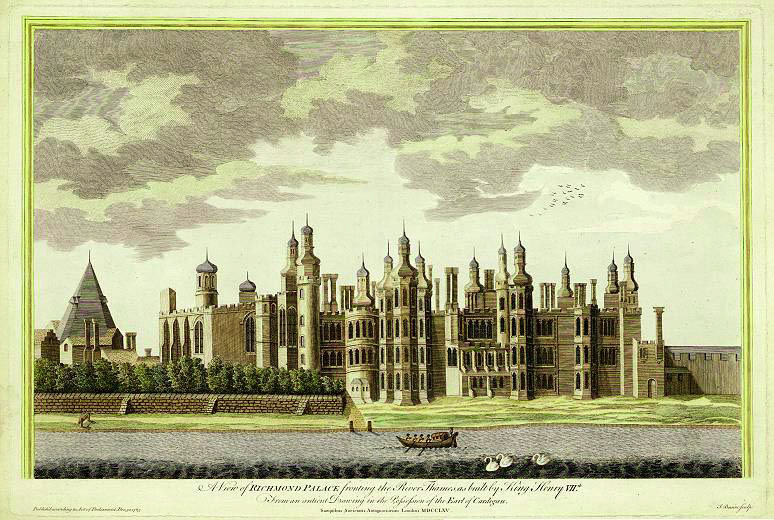
Stich von Richmond Palace aus dem Jahr 1765, basierend auf älteren Darstellungen

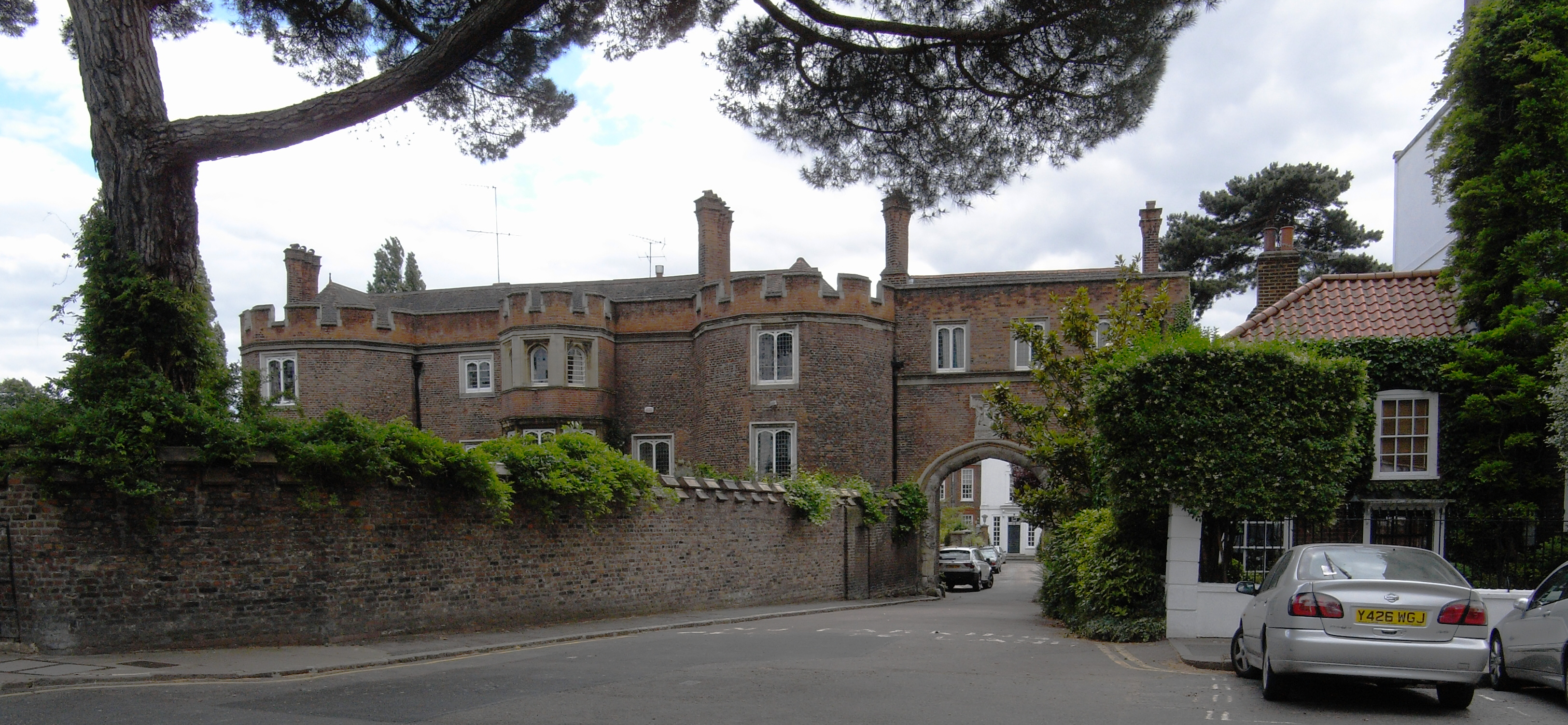
Torhaus, Rest des Richmond Palace heute

Richmond Palace war eine königliche Residenz an der Themse 15 km südwestlich des Palace of Westminster. In der Zeit vor dem Hause Tudor war der Vorgängerbau als Sheen Palace bekannt.

## Geschichte
Im Jahre 1299 verlegte Eduard I. seinen Hof nach Sheen (der alte Name von Richmond upon Thames), das damit erstmals königliche Residenz wurde. Richard II. war der erste englische König, der Sheen 1383 zu seiner Hauptresidenz machte.
Am 23. Dezember 1497 zerstörte ein Feuer die Gebäude. König Heinrich VII. ließ ein neues Schloss errichten und benannte es nach dem Titel seines Vaters, dem Earl of Richmond. Königin Elisabeth I. starb hier am  24. März 1603.
Nach der Hinrichtung Karls I. im Jahre 1649 wurde das Schloss für 13.000 Pfund verkauft und ab dem Jahre 1651 abgebrochen.